# هربرت براون (عالم طيور)
هربرت براون (بالإنجليزية: Herbert Brown)‏ هو عالم طيور أمريكي، ولد في 6 مارس 1848 في وينشستر في الولايات المتحدة، وتوفي في 12 مايو 1913 في توسان في الولايات المتحدة.